# Saison 4 d'American Dad!
Chronologie
Saison 3 Saison 5
La quatrième saison d'American Dad! a été diffusée pour la première fois aux États-Unis par la Fox entre le 30 septembre 2007 et le 18 mai 2008, elle est composée de seize épisodes.

En France, elle a été diffusée pour la première fois à la télévision sur Canal+.

## Épisodes
| № | #  | Titre | Réalisation     | Scénario                      | Première diffusion | Code de prod. | Audience |
| --- | -- | --- | --------------- | ----------------------------- | ------------------ | ------------- | -------- |
| 43 | 1  | Bon appétit, bon dimanche (Vacances tout inglus) The Vacation Goo                                                      | Albert Calleros | Josh Bycel et Jonathan Fener  | 30 septembre 2007  | 2AJN22        | 6,07     |
| Pour éviter de passer des vacances barbantes en famille, Stan fait croire à sa femme et ses enfants qu'ils partent en voyages tous ensemble grâce à une machine de la CIA...                                                  |    | |                 |                               |                    |               |          |
| 44 | 2  | Contractuel (Parcoman) Meter Made                                                                                      | Bob Bowen       | Dan Vebber                    | 7 octobre 2007     | 3AJN01        | 6,29     |
| Stan entend Francine dire qu'elle aurait aimé être mariée avec quelqu'un d'important. Il écope d'une peine après avoir frappé un contractuel. Il voit là un moyen pour devenir important...                                   |    | |                 |                               |                    |               |          |
| 45 | 3  | Un ami pour la vie (Le Bien et le Mâle) Dope & Faith                                                                   | Caleb Meurer    | Michael Shipley               | 14 octobre 2007    | 3AJN02        | 6,20     |
| Après avoir gagné un pédalo, Stan se fait un pote qui a énormément de points communs avec lui, sauf sur un point : leurs croyances religieuses. Roger fait croire à Steve qu'il est pris dans une école de magie...           |    | |                 |                               |                    |               |          |
| 46 | 4  | Mah-Mah et Bah-Bah sèment la panique (Parlez-vous Langley ?) Big Trouble in Little Langley                             | John Aoshima    | Rick Wiener et Kenny Schwartz | 4 novembre 2007    | 2AJN11        | 7,08     |
| Les parents adoptifs de Francine s'incrustent chez les Smith. Stan les hait et va tenter de retrouver les vrais parents de sa femme...                                                                                        |    | |                 |                               |                    |               |          |
| 47 | 5  | Souvenirs chargés (Hayley, agent 32 B) Haylias                                                                         | Brent Woods     | David Zuckerman               | 11 novembre 2007   | 3AJN04        | 7,77     |
| Stan va faire en sorte que Hayley se marie contre son gré pour éviter qu'elle parte en France. Roger et Steve, obnubilés par les séries policières, fondent leur agence de détectives...                                      |    | |                 |                               |                    |               |          |
| 48 | 6  | Première gachette (Vierge à 42 ans) The 42-year Old Virgin                                                             | Pam Cooke       | Nahnatchka Khan               | 18 novembre 2007   | 3AJN05        | 8,12     |
| L'entourage de Stan se rend compte qu'il n'a jamais tué personne, contrairement à ce qu'il disait. Ses amis vont l'aider à réaliser son premier meurtre...                                                                    |    | |                 |                               |                    |               |          |
| 49 | 7  | Quelque chose à cacher (Ton père et ton père tu honoreras) Surro-Gate                                                  | Tim Parsons     | Erik Durbin                   | 2 décembre 2007    | 3AJN07        | 5,67     |
| Les voisins gays des Smith veulent avoir un enfant, mais Stan est contre cette idée. Roger et Steve font une crasse à Klauss, qui jure de se venger horriblement. Ils vont alors s'enfermer pour ne pas subir sa vengeance... |    | |                 |                               |                    |               |          |
| 50 | 8  | Promenons-nous dans les bois (Noël, c'est l'Paradis) The Most Adequate Christmas Ever                                  | John Aoshima    | Jim Bernstein                 | 16 décembre 2007   | 3AJN12        | 7,17     |
| Stan meurt le soir de Noël mais va tenter d'avoir une seconde chance pour sauver sa famille... |    | |                 |                               |                    |               |          |
| 51 | 9  | Roger qui ? (Francine 911) Frannie 911                                                                                 | Joe Daniello    | Brian Boyle                   | 6 janvier 2008     | 3AJN06        | 5,19     |
| Francine organise le kidnapping de Roger pour lui prouver que Stan est encore son ami. .. |    | |                 |                               |                    |               |          |
| 52 | 10 | Agent 00 Stan (La larme à l'œil) Tearjerker                                                                            | Albert Calleros | Jonathan Fener                | 13 janvier 2008    | 3AJN08        | 8,62     |
| Episode spécial faisant référence à James Bond... |    | |                 |                               |                    |               |          |
| 53 | 11 | Dans les pattes d'Œdipe (Fils à maman) (Family Freud) Oedipal Panties                                                  | Rodney Clouden  | David Hemingson               | 27 janvier 2008    | 3AJN09        | 6,13     |
| La mère de Stan revient chez son fils après s'être encore fait larguer. Francine et Roger essayent de faire comprendre à Stan que sa relation avec sa mère est un peu trop fusionnelle...                                     |    | |                 |                               |                    |               |          |
| 54 | 12 | La fabrique de veuves (La Veuve Joyeuse) Widowmaker                                                                    | Bob Bowen       | Keith Heisler                 | 17 février 2008    | 3AJN10        | 5,35     |
| Francine voudrait que Stan se confie plus. Ils font appel à Roger, psychologue pour l'occasion... |    | |                 |                               |                    |               |          |
| 55 | 13 | À la poursuite de Novembre Rouge (Les navets de la colère) Red October Sky                                             | Caleb Meurer    | Steve Hely                    | 27 avril 2008      | 3AJN11        | 6,76     |
| Un ancien agent du KGB emménage dans le quartier des Smith. Il va aider Steve à réaliser une fusée pour un concours tandis que Roger et Klauss visite l'Europe...                                                             |    | |                 |                               |                    |               |          |
| 56 | 14 | Cellule anti-extraterrestre (D'espace à bureaux) Office Spaceman                                                       | Brent Woods     | Laura McCreary                | 4 mai 2008         | 3AJN13        | 6,28     |
| Roger revend des photos de lui aux journaux. Stan est inquiet car il a peur que la CIA ne remonte jusqu'à lui... |    | |                 |                               |                    |               |          |
| 57 | 15 | Le trésor de Ollie North (Quand un gars Stan; la légende d'Ollie North) Stanny Slickers II: The Legend of Ollie's Gold | Pam Cooke       | Erik Sommers                  | 11 mai 2008        | 3AJN14        | 5,67     |
| Stan se met à creuser dans le jardin et sous la maison pour trouver l'or d'Oliver "Ollie" North. Roger se fait embaucher déguisé en femme pour essayer de se faire harceler sexuellement et ainsi toucher un dédommagement... |    | |                 |                               |                    |               |          |
| 58 | 16 | Carmen électrique (La relâche) Spring Breakup                                                                          | Albert Calleros | Nahnatchka Khan               | 18 mai 2008        | 3AJN17        | 5,64     |
| Roger organise les fêtes de Pâques en l'absence de Francine. Pendant cette orgie, Stan se lie d'amitié avec une étudiante...                                                                                                  |    | |                 |                               |                    |               |          |